# Sharif Fajardo
Sharif Karim Fajardo Blanding, más conocido como Sharif Fajardo (nacido el 9 de junio de 1976 en Nueva York, Nueva York) es un exjugador de baloncesto con doble nacionalidad estadounidense y puertorriqueña. Con 2.05 metros de estatura, jugaba en la posición de pívot. 

## Trayectoria
- UTEP (1995-1999)
- Mets de Guaynabo (1994-1995)
- Piratas de Quebradillas (1996-1999)
- La Crosse Bobcats (1999-2000)
- Atléticos de San Germán  (2000)
- Idaho Stampede (2000-2001)
- Atléticos de San Germán (2001)
- Pallacanestro Messina (2001-2002)
- Idaho Stampede (2002-2003)
- Iraklio Creta (2002-2003)
- Atléticos de San Germán (2003)
- Pallacanestro Trieste (2003-2004)
- Strasbourg IG  (2004-2005)
- Dinamo Sassari (2005)
- Lleida Bàsquet (2005-2006)
- Cangrejeros de Santurce (2007)
- HKK Široki (2007-2008)
- Atomerőmű SE (2008)